# Свободная демократическая партия России
Свободная демократическая партия России (СвДПР) — политическая партия, действовавшая в 1990-е годы на либеральной и радикально-демократической платформе.
Образовалась в результате отделения в мае 1990 г. от создававшейся Демократической партии России (ДПР) группы политиков, которые не соглашались с единоличной властью в ДПР Николая Травкина. Часть отделившихся, во главе с депутатами российского Съезда Львом Пономарёвым, Ильёй Константиновым и Мариной Салье, объявили о создании СвДПР (название партии было заимствовано у Свободной демократической партии Германии). Тогда же СвДПР вошла в число организаций-учредителей, а затем и коллективных членов Движения «Демократическая Россия».
1-й съезд СвДПР прошёл в июне 1991 г. в Санкт-Петербурге. Он избрал трёх сопредседателей партии — Пономарёва, Салье и Игоря Сошникова. В своём докладе на съезде Салье позиционировала СвДПР как партию «новых предпринимателей и зарождающейся буржуазии». Поскольку Пономарёв сосредоточился на своей роли сопредседателя «ДемРоссии» и отошёл от руководства СвДПР, лидером партии с тех пор и до конца её существования была Салье. Под её руководством партия выступала за радикализацию политических и экономических реформ, созыв Учредительного собрания, критиковала экономическую политику мэрии Санкт-Петербурга во главе с Анатолием Собчаком за «номенклатурную приватизацию». С 1992 г. прекратила участие в работе «ДемРоссии». Выступала за проведение международного суда над КПСС. Совместно с Российским движением демократических реформ Гавриила Попова и участниками блока «Новая Россия» организовала «Общественный комитет в поддержку выборов в Учредительное собрание». Осенью 1993 г. не смогла ни самостоятельно принять участие в выборах в Федеральное собрание, ни сблокироваться с другими партиями, в связи с чем III съезд партии выступил за неучастие в выборах (по словам Салье, партия «выразила своё презрение к этим выборам»). Член СвДПР Юлий Рыбаков был избран в Думу по одномандатному округу, но уже в следующем году вышел из партии. После ряда неудачных попыток участия в выборах прекратила своё существование на рубеже веков.